# Paphiopedilum barbigerum
Paphiopedilum barbigerum là một loài của thực vật thuộc họ Orchidaceae. Đây là loài đặc hữu của Quảng Tây, đông nam Vân Nam và tây nam Quý Châu ở Trung Quốc.